# Маша (коса)
 Тази статия е за електрическия уред.  За други значения вижте Маша (пояснение).  
Маша̀ е електрически уред, с помощта на който се променя формата на косата (къдрене, изправяне и др).
Съществуват различни видове маши, като разликите са във формата на щипците (цилиндрична или плоска), покритието (метално, тефлоново, керамично и др.) и предназначението.

## История
През 1906 г. Симон Монро патентова първата преса за изправяне на коса, състояща се от 7 метални зъба, които разресват косата, докато през 1909 г. Исак С. Шеро патентова преса за коса, състояща се от 2 парчета желязо, които били нагрявани и притиснати една към друга.